# تدرج (جنس)
التُّدْرُج أو التَّدْرُج (الاسم العلمي: Pheasant) جنس من الطيور تحت أسرة تدرجاوات (الاسم العلمي: Phasianinae)،من فصيلة التدرجية (الاسم العلمي: Phasianidae) في رتبة الدجاجيات.